# Isla Pate

Mapa de la isla Pate.

La isla Pate se encuentra localizada en el océano Índico cerca de la costa noreste de Kenia, a la cual pertenece. Es la isla más grande del archipiélago de Lamu, el cual yace entre los pueblos de Lamu y Kiunga, cerca del límite con Somalia.
Desde el siglo VII, la isla Pate fue uno de los primeros sitios ocupados durante la colonización arábica.
En la isla no existen vehículos motorizados. El centro administrativo de la isla, junto a la estación de policía, se encuentra en Faza.